# Dyschirus erythrocerus
Dyschirus erythrocerus är en skalbaggsart som beskrevs av Leconte 1857. Dyschirus erythrocerus ingår i släktet Dyschirus och familjen jordlöpare. Inga underarter finns listade i Catalogue of Life.